# Войславиці (Здунськовольський повіт)
Войславиці (пол. Wojsławice) — село в Польщі, у гміні Здунська Воля Здунськовольського повіту Лодзинського воєводства.
Населення — 737 осіб (2011).
У 1975-1998 роках село належало до Серадзького воєводства.

## Демографія
Демографічна структура станом на 31 березня 2011 року:
|          | Загалом | Допрацездатний вік | Працездатний вік | Постпрацездатний вік |
| -------- | ------- | ------------------ | ---------------- | -------------------- |
| Чоловіки | 372     | 109                | 231              | 32                   |
| Жінки    | 365     | 93                 | 205              | 67                   |
| Разом    | 737     | 202                | 436              | 99                   |